# طوطی سرگیلاسی
طوطی سرگیلاسی، طوطی سرخ‌چهره یا طوطی نقاب‌سرخ (نام علمی: Psittacara erythrogenys) یک طوطی با جثه متوسط اهل اکوادور و پرو است. به عنوان یک حیوان خانگی محبوب است و در پرورش پرندگان بیشتر به نام کانور سرگیلاسی یا کانور سرسرخ شناخته می‌شود. آنها همچنین به عنوان بهترین سخنگو در میان همهٔ کانورها شناخته می‌شوند.